# Bromovalerilurea
Bromovalerilurea es un sedante e hipnótico, no benzodiazepínico, de la clase de las bromoureidas, que contiene bromuro. Fue descubierta por Ernst Saam de Química Knoll en 1907 y patentada en marzo de 1909.
La Bromovalerilurea produce efectos sedantes e hipnóticos similares a los barbitúricos, como la somnolencia relacionada con la dosis, confusión y coordinación motora. El consumo crónico de cantidades excesivas puede producir intoxicación por bromuro (bromismo), que en algunos casos es prolongado o permanente. La intoxicación por bromuro puede causar síntomas variables, particularmente psiquiátricos, cognitivos, neurológicos (ataxia) y dermatológicos. Está sujeto a dependencia y abuso.

## Toxicología
En Japón, este fármaco se ha empleado, en combinación con analgésicos como el acetaminofen, para el resfriado común, en preparaciones de venta sin receta, por ejemplo, el Nokai®-N tabletas.
Se reportó un caso en que el fármaco produjo anafilaxia en una paciente adulta mayor.
El uso prolongado de medicamentos de venta libre que contienen bromovalerilurea puede dar como resultado el desarrollo de dermatosis por bromo. En pacientes con síntomas neurológicos o psiquiátricos no aclarados debe hacerse una medición de la concentración sérica de cloruros del paciente. La determinación de hipercloremia es útil para el diagnóstico de intoxicación crónica con bromuros.